# Liste der Biografien/Guj
Liste der Biografien |
Portal Biografien |
Personensuche
# |
A |
B |
C |
D |
E |
F |
G |
H |
I |
J |
K |
L |
M |
N |
O |
P |
Q |
R |
S |
T |
U |
V |
W |
X |
Y |
Z |
?
 
Ga |
Gb |
Gc |
Gd |
Ge |
Gf |
Gh |
Gi |
Gj |
Gk |
Gl |
Gm |
Gn |
Go |
Gp |
Gq |
Gr |
Gs |
Gu |
Gv |
Gw |
Gy |
Gz
 
Gua |
Gub |
Guc |
Gud |
Gue |
Guf |
Gug |
Guh |
Gui |
Guj |
Guk |
Gul |
Gum |
Gun |
Guo |
Gup |
Gur |
Gus |
Gut |
Guu |
Guv |
Guw |
Guy |
Guz
Die Liste der Biografien führt alle Personen auf, die in der deutschsprachigen Wikipedia einen Artikel haben. Dieses ist eine Teilliste mit 9 Einträgen von Personen, deren Namen mit den Buchstaben „Guj“ beginnt.

## Guj

### Guja
- Gujan, Johannes (1668–1748), Schweizer reformierter Pfarrer

### Gujd
- Gujdja, Anatoli (* 1977), moldauischer bzw. bulgarischer Ringer

### Guje
- Gujer, Eric (* 1962), Schweizer Journalist und AutorEric Gujer (* 1962)

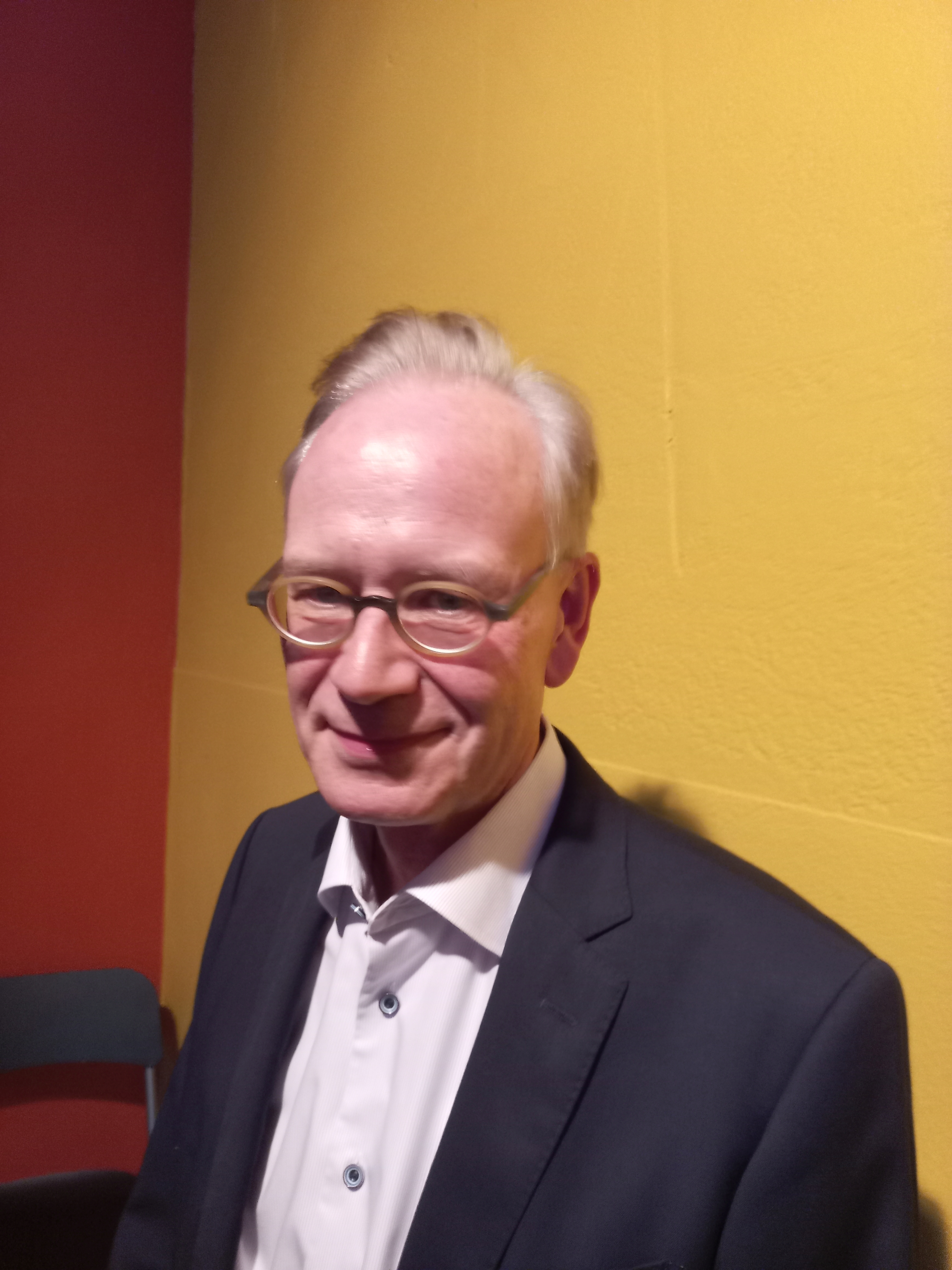
Eric Gujer (* 1962)

- Gujer, Jakob († 1785), Bauer und Reformer der Landwirtschaft
- Gujer, Julius (1855–1940), Schweizer Unternehmer und freisinniger Politiker
- Gujer, Lise (1893–1967), Schweizer Textilkünstlerin

### Gujj
- Gujjula, Ravindra (* 1954), indisch-deutscher Politiker (SPD)

### Gujr
- Gujral, Inder Kumar (1919–2012), indischer Politiker, Premierminister von Indien
- Gujral, Pavit, indische Schmuckdesignerin